# Centro histórico de Santa Cruz de Mompós
El centro histórico de Santa Cruz de Mompós fue declarado Patrimonio de la Humanidad por la Unesco en 1995.
Santa Cruz de Mompós es un municipio de Colombia, a orillas del río Magdalena, en el departamento de Bolívar. Fue fundado en 1540 por Juan de Santa Cruz y se caracteriza por una arquitectura residencial y religiosa que ha conservado su carácter colonial. Las iglesias y conventos construidos por agustinos, dominicos, franciscanos y jesuitas, fueron básicas para definir la morfología de Mompós. 

## Monumentos
Algunos de los monumentos más importantes de la ciudad son:
- Iglesia de San Francisco
- Hospital de San Juan de Dios, considerado el hospital más antiguo de América en uso hasta 2020.
- La Casa de los Apóstoles
- La Casa municipal (donde fue declarada la independencia de Colombia)
- El Palacio Municipal (también conocido como Claustro de San Carlos)
- Iglesia de la Inmaculada Concepción
- Iglesia de Santa Bárbara
- Iglesia de San Agustín

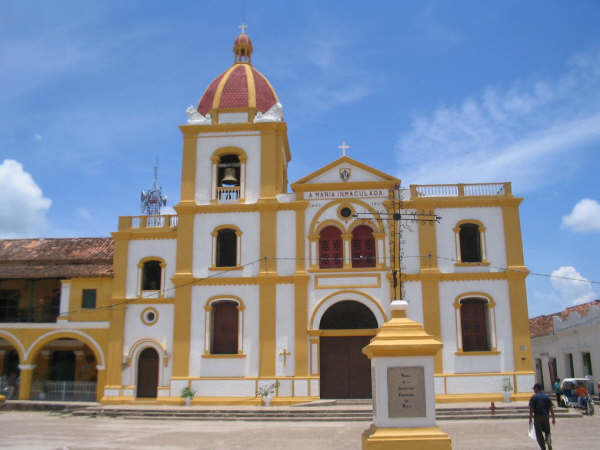
Iglesia de la Inmaculada Concepción.
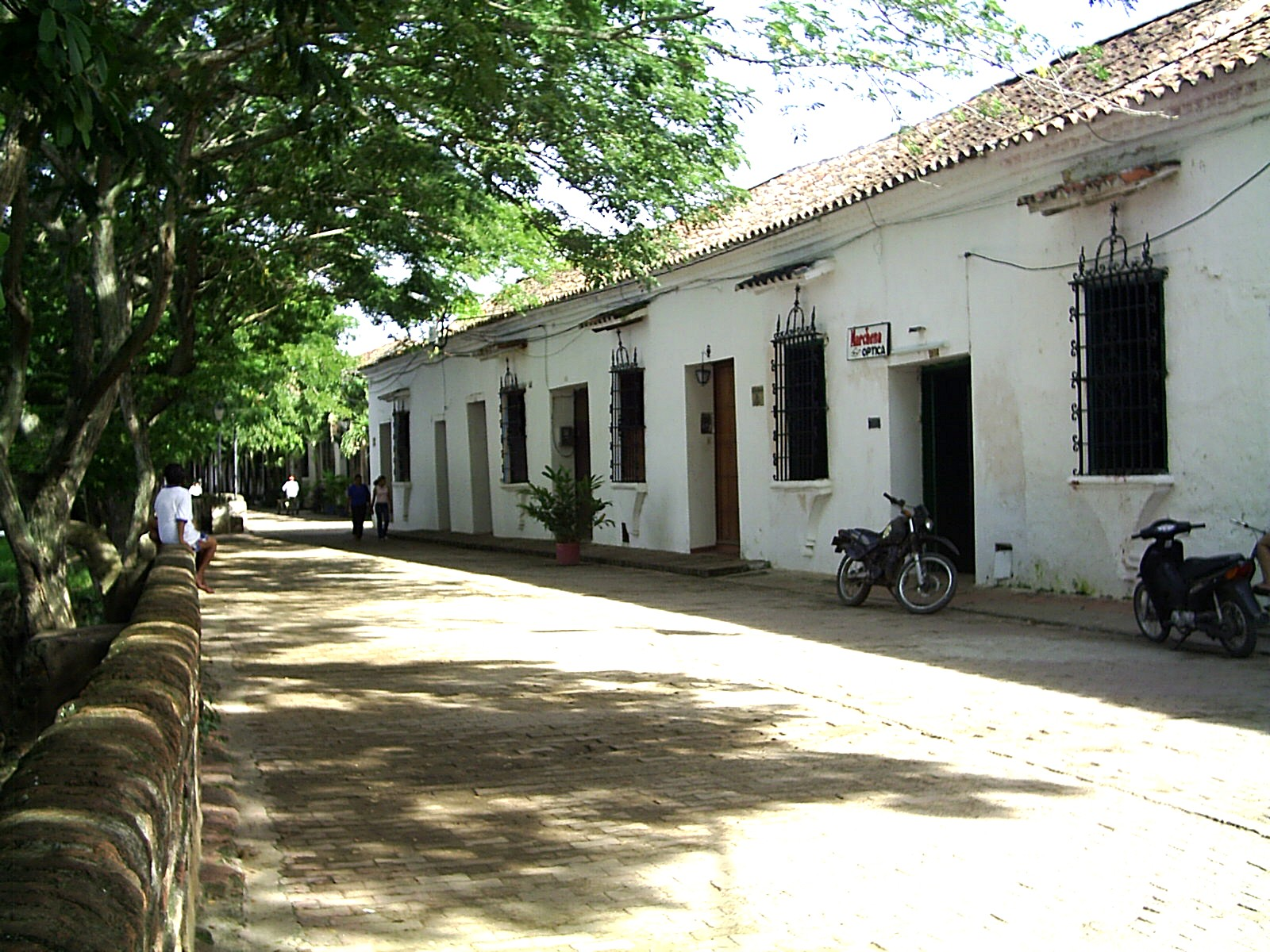
Albarrada del Campillo.
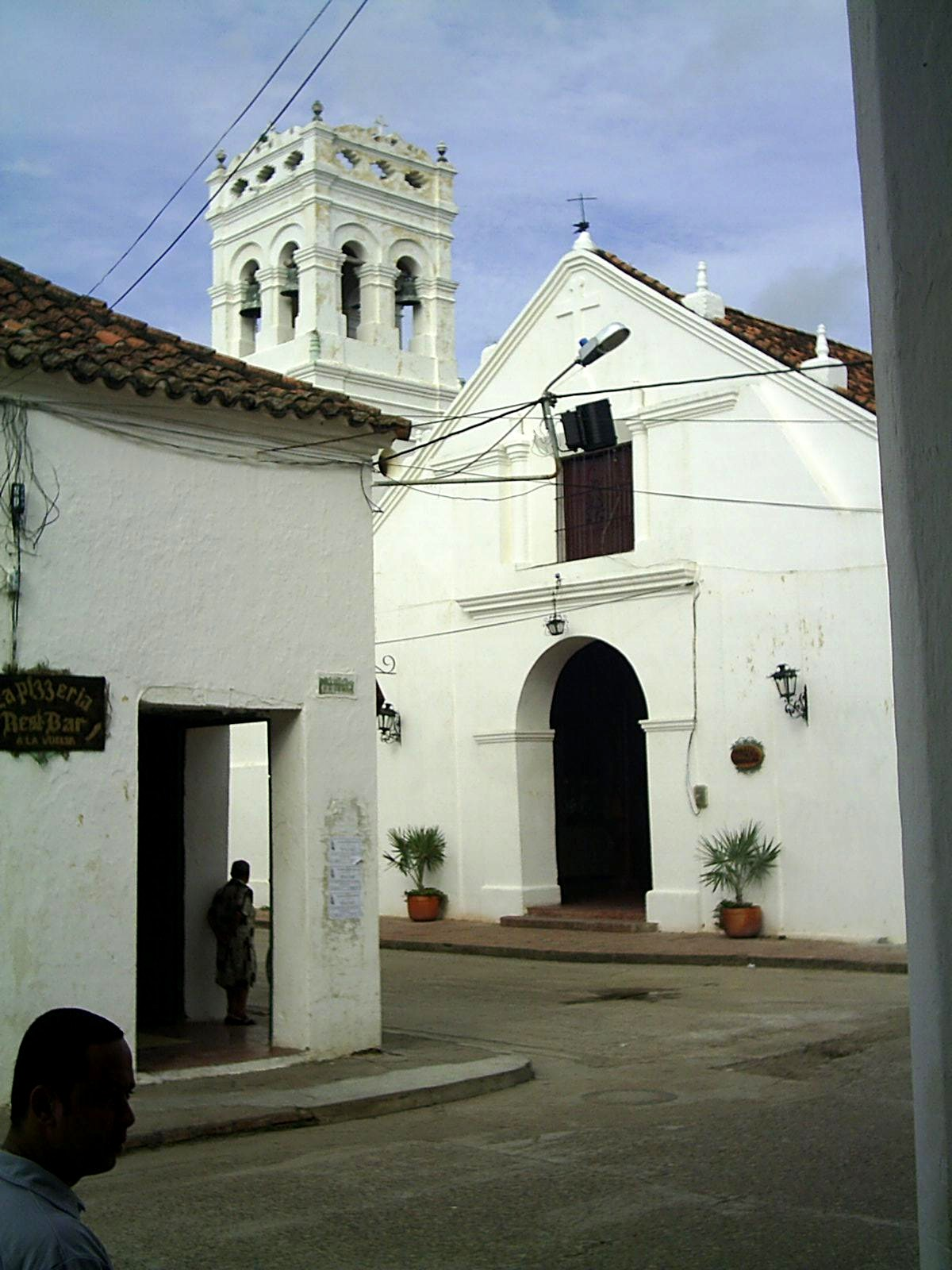
Iglesia de San Agustín, construida en el siglo XVII.
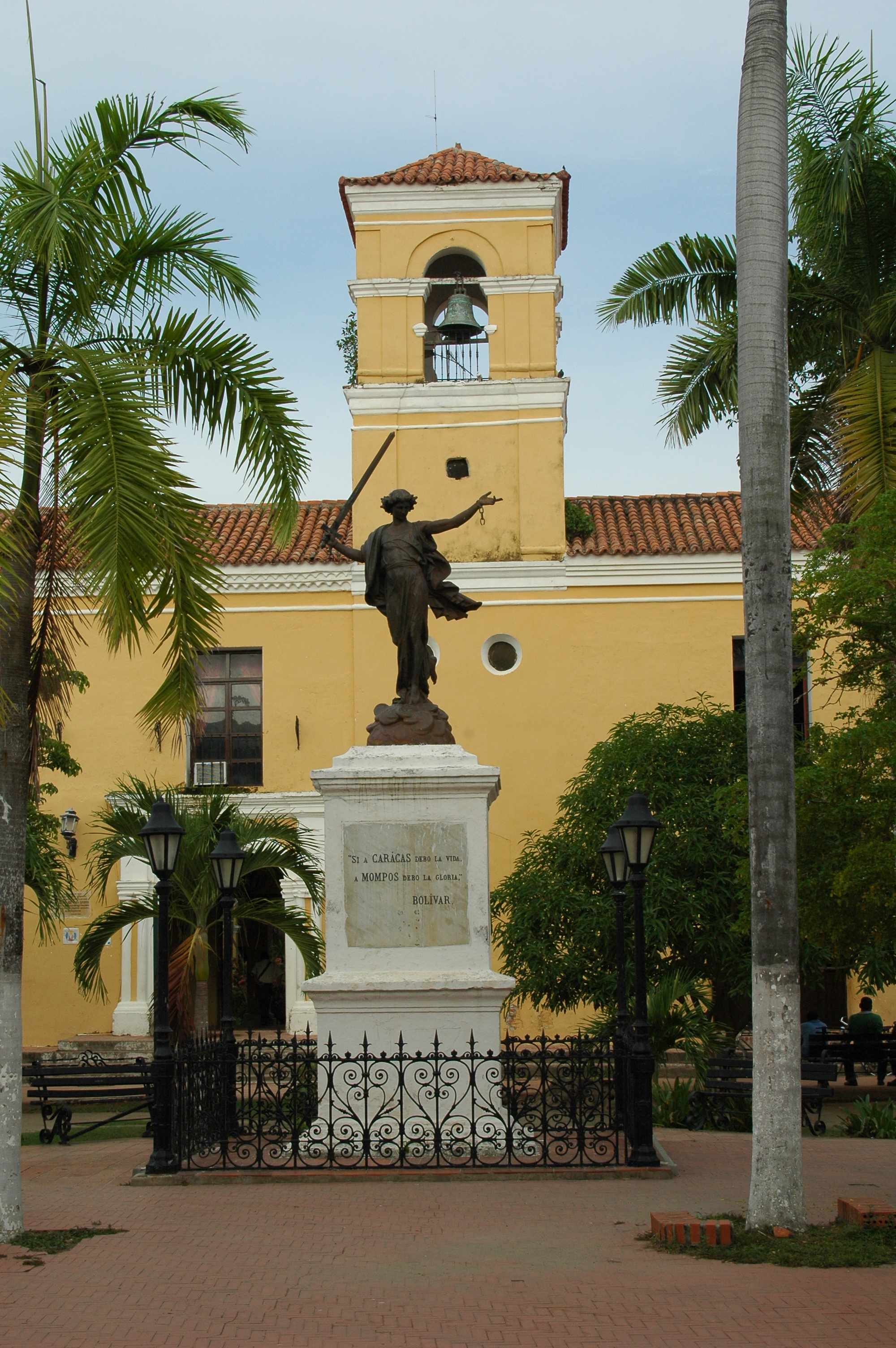
Estatua de la Libertad frente al claustro de San Carlos.
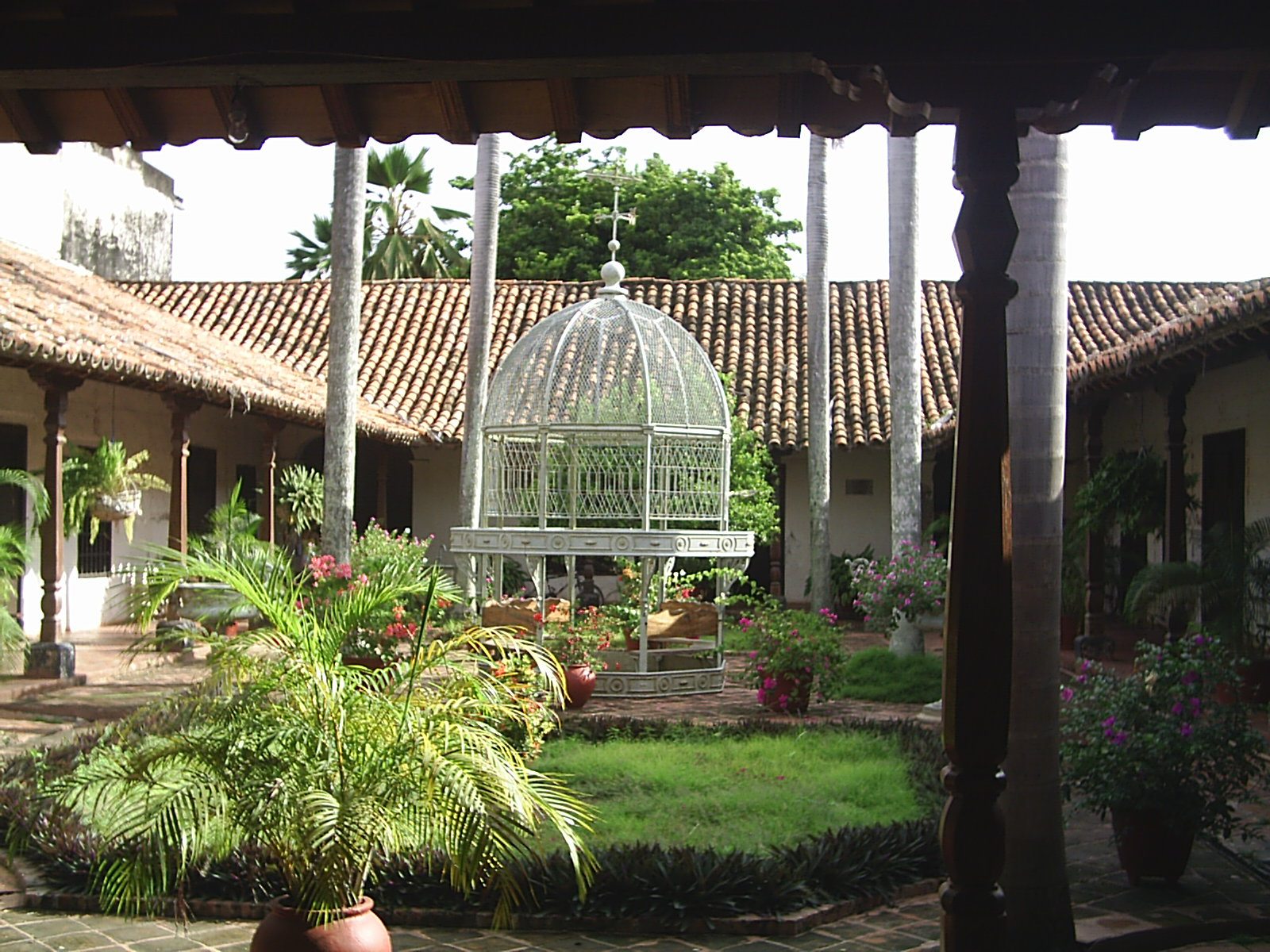
Interior de la residencia de la familia Germán de Ribón, Casa de la Cultura.
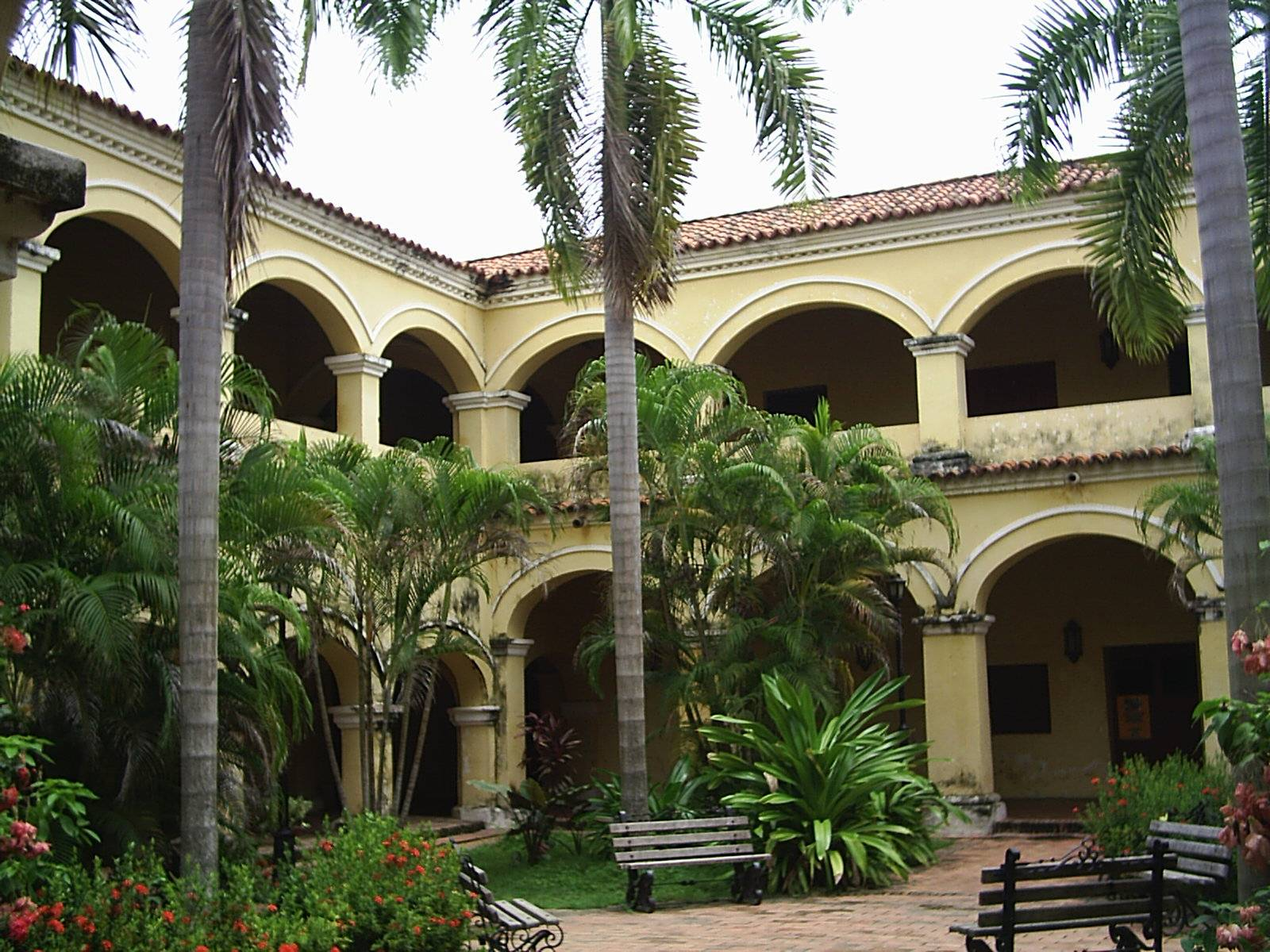
Atrio del Palacio de San Carlos de Borromeo, sede de la Alcaldía.
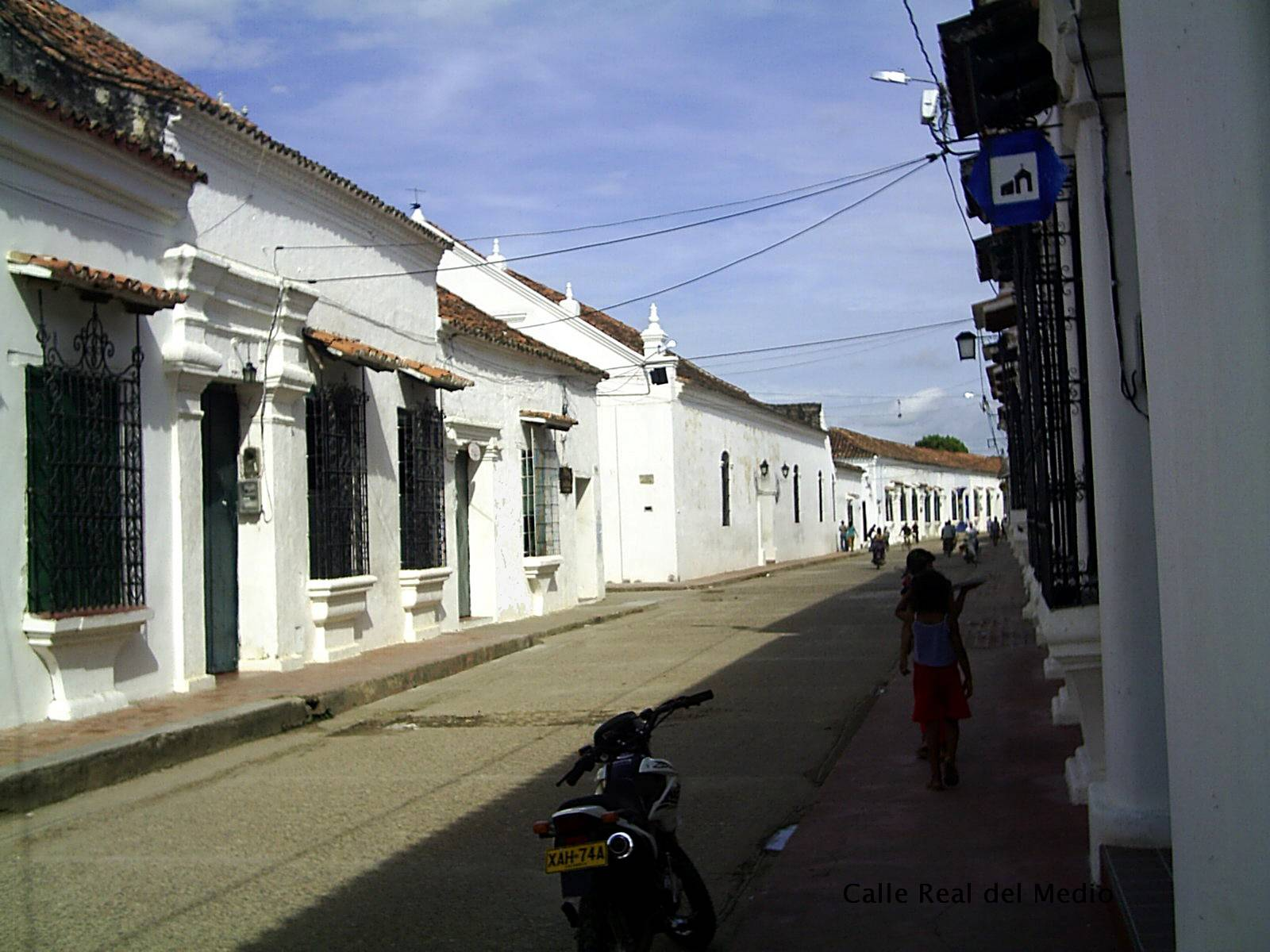
Calle Real del Medio
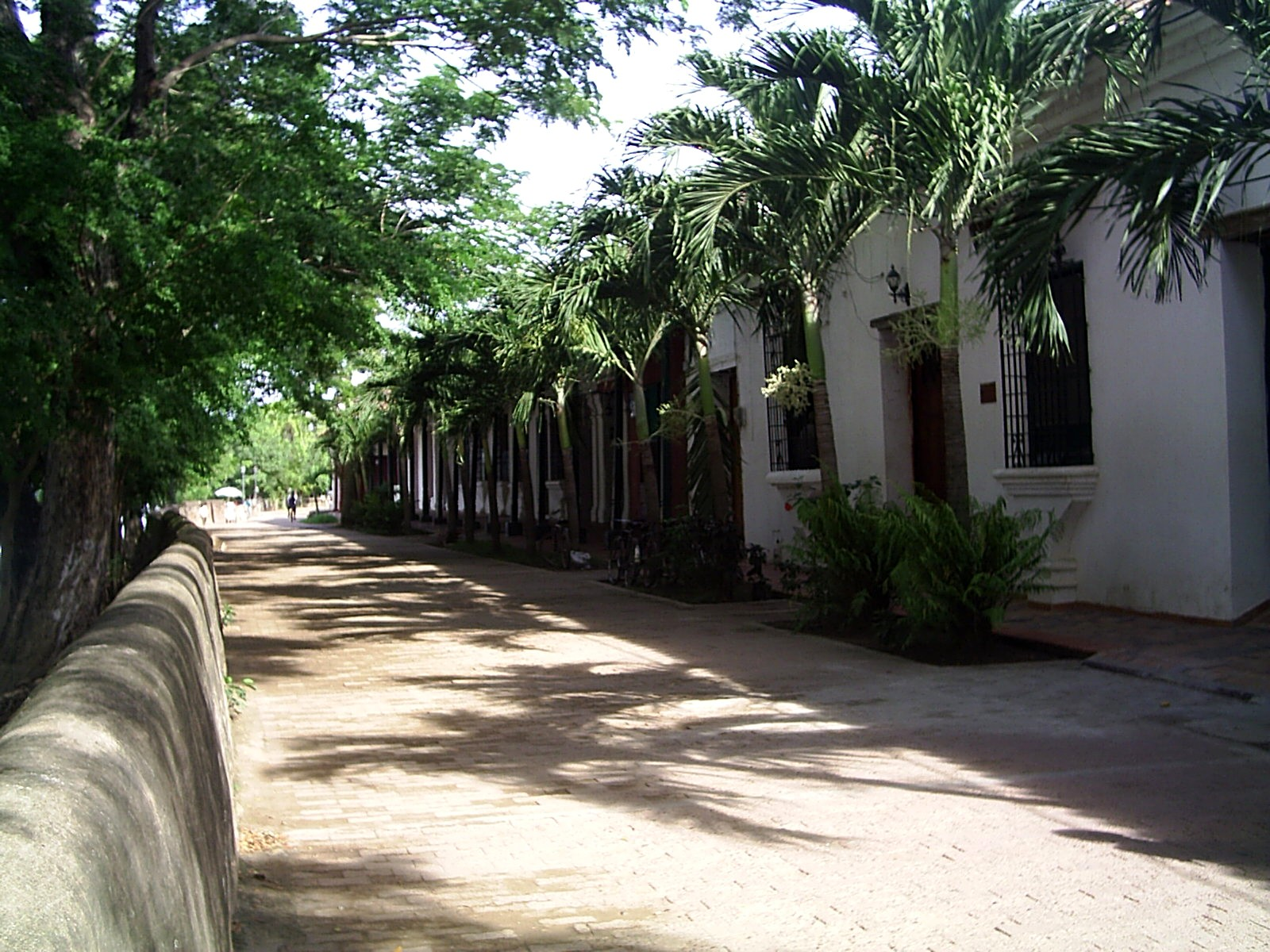
Portales de las Marquesas.
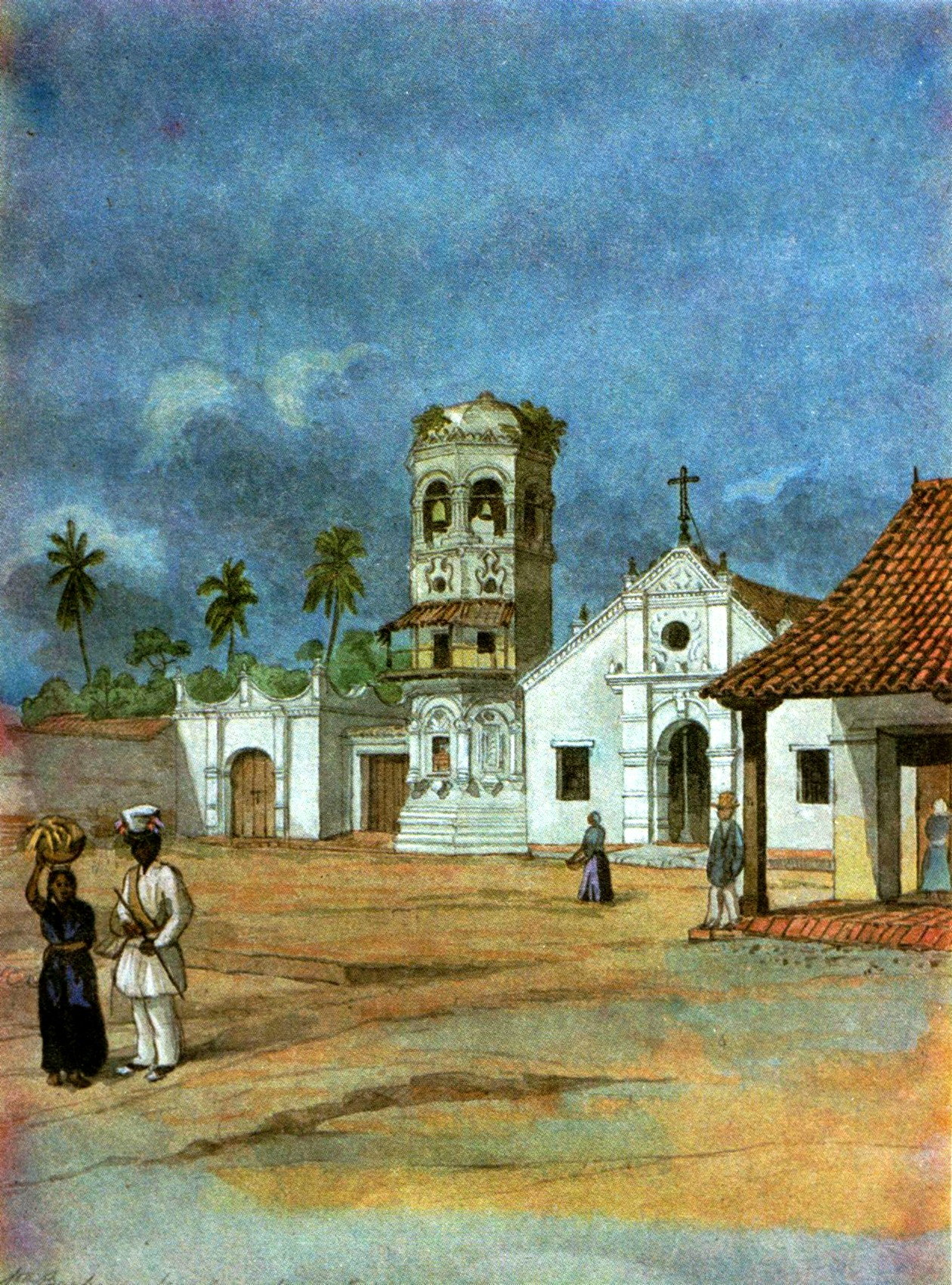
Iglesia de Santa Bárbara en 1845, Acuarela de Edward Walhouse Mark.